# ピーコック (新潟県の企業)
株式会社ピーコックは、新潟県長岡市に本社を置く、ファーストフードチェーンの運営や冷凍食品の製造などを行う企業。
「おいしさ、つくりたて、日本の心」をテーマとして、縁日の味をイメージした店などを展開しており、焼き物専門店「頑固石焼」「まるたこ本舗」「豊年祭」「勝太鼓」、ラーメン専門店「麺屋頑固」、うどん専門店「稲穂」、スイーツ専門店「スイーツ工房」「マドレーヌ」「トレビの泉」「アズキスイーツ＆カフェ」など、多彩な業態で出店している。

## 概要
1971年（昭和46年）にJR長岡駅前にあった総合スーパー「長崎屋長岡店」の店内にあったたこ焼きや焼きそばなどを提供する飲食店「ピーコック一号店」を前身としており、日本の外食産業の草分けとされている。プロボクサーだった当時の社長が武者修行のために渡米中にマクドナルドなどでアルバイトをし、ファーストフードビジネスに興味を持ったのがきっかけとなった。
1972年（昭和47年）に会社を設立。当時はファーストフード自体が珍しかったため、和風ファーストフード店であったピーコックは出店数を増やしていき、ダイエーなど他の総合スーパーやショッピングセンターにも店舗を出すようになった。
1991年（平成3年）、それまではテナント出店で実演調理・販売していたが、新たな顧客を開拓するために冷凍食品の生産に進出した。
2009年（平成21年）から、コカ・コーライーストジャパン新潟支社とともに新潟県内に自動販売機を設置して、売上金の一部をNPO法人新潟難病支援ネットワークに寄付する活動「新潟難病サポートプロジェクト」に取り組んでいる。
2018年（平成30年）には、人手不足が深刻な中での事業拡大を目指すために、既存のファーストフード店より営業時間が短い居酒屋事業に参入した。

## 歴史
公式ウェブサイトの沿革も参照。
- 1971年（昭和46年） - 1号店を出店
- 1982年（昭和57年） - 50号店出店
- 1987年（昭和62年） - 100号店出店
- 1991年（平成3年）9月 - 関連会社の株式会社ピーコックジャパンが冷凍食品工場を新設[6]。
- 1992年（平成4年） - 株式会社ピーコックジャパンの増資で、三菱商事・日東製粉が資本参加。
- 1998年（平成10年）6月 - 株式会社ピーコック、ピーコックジャパン、ピーコックフード、関東ピーコックの4社が合併。株式会社ピーコックになる[11]。
- 2004年（平成16年）6月 - 農林水産省の「第十二回優良フードサービス事業者表彰」の「地域貢献部門」において、環境に配慮した取り組みを評価され、農林水産大臣賞を受賞[5][12][13]。
- 2015年（平成27年）8月 - 冷凍製麺事業に参入[14]
- 2017年（平成29年）7月 - ベトナムに合弁会社「GLOBAL TAKO BALL」設立
- 2018年（平成30年）7月 - 居酒屋事業に参入[8][9]